# Sourcieux-les-Mines
Sourcieux-les-Mines este o comună în departamentul Rhône din sud-estul Franței. În 2009 avea o populație de 1.899 de locuitori.

## Evoluția populației
| An        | 1975 | 1982  | 1990  | 1999  | 2006  | 2009  |
| --------- | ---- | ----- | ----- | ----- | ----- | ----- |
| Populație | 834  | 1.156 | 1.349 | 1.762 | 1.872 | 1.899 |